# Division 1 1964-1965
La Division 1 1964-1965 è stata la 27ª edizione della massima serie del campionato francese di calcio, disputato tra il 29 agosto 1964 e il 30 maggio 1965 e concluso con la vittoria del Nantes, al suo primo titolo.
Capocannoniere del torneo è stato Jacky Simon (Nantes) con 23 reti.

## Stagione

### Novità
In previsione dell'allargamento del lotto delle partecipanti a 20 squadre, solo l'ultima classificata sarebbe stata retrocessa direttamente; la terzultima e la penultima avrebbero invece disputato il girone di spareggio, assieme alla quarta e alla quinta classificata di seconda divisione.

### Stagione
Per tutta la durata del torneo, si verificò una situazione di classifica molto corta che permise a numerose squadre di inserirsi nella lotta al vertice. Ad ottenere il comando della graduatoria per il maggior numero di giornate fu il Bordeaux, che concluse il girone di andata al giro di boa e che terminò il campionato al secondo posto a spese del Nantes. I Canarini emersero definitivamente a partire dalla ventiseisima giornata, lottando inizialmente contro lo Strasburgo e successivamente con il Bordeaux, assicurandosi il primo titolo nazionale del proprio palmarès e l'accesso in Coppa dei Campioni all'ultima giornata.
Le ultime due posizioni della graduatoria vennero occupate per gran parte del torneo dal Tolone e dall'Angers: se i primi persero le ultime sette gare risultando retrocessi con tre gare di anticipo, l'Angers poté evitare gli spareggi ottenendo nel finale cinque vittorie consecutive, sopravanzando due squadre che nel corso del torneo avevano anche lottato al vertice come il Rouen e il Nîmes.

## Squadre partecipanti
| Club            | Stagione | Città         | Stadio                       | Stagione precedente     |
| --------------- | -------- | ------------- | ---------------------------- | ----------------------- |
| Angers          | dettagli | Angers        | Stadio Jean Bouin            | 10º posto in Division 1 |
| Bordeaux        | dettagli | Bordeaux      | Stadio Parc Lescure          | 7º posto in Division 1  |
| Lens            | dettagli | Lens          | Stadio Félix Bollaert        | 3º posto in Division 1  |
| Lilla           | dettagli | Lilla         | Stadio Grimonprez-Jooris     | 1º posto in Division 2  |
| Monaco          | dettagli | Monaco        | Stadio Louis II              | 2º posto in Division 1  |
| Nantes          | dettagli | Nantes        | Stadio Malakoff              | 8º posto in Division 1  |
| Nîmes           | dettagli | Nîmes         | Stadio Jean Bouin            | 13º posto in Division 1 |
| Olympique Lione | dettagli | Lione         | Stadio di Gerland            | 4º posto in Division 1  |
| Rennes          | dettagli | Rennes        | Stade de la Route de Lorient | 11º posto in Division 1 |
| Rouen           | dettagli | Rouen         | Stadio Robert Diochon        | 14º posto in Division 1 |
| Saint-Étienne   | dettagli | Saint-Étienne | Stadio Geoffroy-Guichard     | Campione di Francia     |
| Sedan-Torcy     | dettagli | Sedan         | Stadio Émile-Albeau          | 12º posto in Division 1 |
| Sochaux         | dettagli | Montbéliard   | Stadio Auguste Bonal         | 2º posto in Division 2  |
| Stade Français  | dettagli | Parigi        | Parco dei Principi           | 15º posto in Division 1 |
| Strasburgo      | dettagli | Strasburgo    | Stadio della Meinau          | 9º posto in Division 1  |
| Tolone          | dettagli | Tolone        | Stade de Bon Rencontre       | 4º posto in Division 2  |
| Tolosa          | dettagli | Tolosa        | Stadium Municipal            | 5º posto in Division 1  |
| Valenciennes    | dettagli | Valenciennes  | Stadio Nungesser             | 6º posto in Division 1  |

## Allenatori e primatisti
| Squadra         | Allenatore                                     | Calciatore più presente                                      | Cannoniere                            |
| --------------- | ---------------------------------------------- | ------------------------------------------------------------ | ------------------------------------- |
| Angers          | Antoine Pasquini                               | Guy Roussel, Michel Stievenard (34)                          | Silvio Serafin, Michel Stievenard (9) |
| Bordeaux        | Salvador Artigas                               | Claude Rey (34)                                              | Héctor De Bourgoing (12)              |
| Lens            | Élie Fruchart                                  | Bernard Placzek (34)                                         | Ahmed Oudjani (16)                    |
| Lilla           | Jules Bigot                                    | Charles Samoy (34)                                           | Jean-Michel Lachot (15)               |
| Monaco          | Roger Courtois (1ª-22ª) Louis Pironi (23ª-34ª) | Marcel Artélésa, Armand Forcherio Jean-Claude Hernandez (34) | Lucien Cossou, Yvon Douis (10)        |
| Nantes          | José Arribas                                   | Robert Budzynski, Daniel Eon Gilbert Le Chenadec (33)        | Jacky Simon (24)                      |
| Nîmes           | Pierre Pibarot                                 | Louis Landi, Jacques Novi (34)                               | Antoine Valls (11)                    |
| Olympique Lione | Lucien Jasseron                                | Marcel Aubour, Fleury Di Nallo Aimé Mignot (34)              | Fleury Di Nallo (13)                  |
| Rennes          | Jean Prouff                                    | Georges Lamia (34)                                           | Daniel Rodighiero (20)                |
| Rouen           | Paul Lévin                                     | Jean-Pierre Destrumelle Pierre Phelipon (34)                 | Aimé Gori (7)                         |
| Saint-Étienne   | Jean Snella                                    | Pierre Bernard Nello Sbaiz (34)                              | André Guy (17)                        |
| Sedan-Torcy     | Louis Dugauguez                                | Maxime Fulgenzi (34)                                         | André Perrin (17)                     |
| Sochaux         | Roger Hug                                      | Claude Quittet (33)                                          | Claude Latron (8)                     |
| Stade Français  | Henri Priami                                   | Édouard Stako François Stasiak (34)                          | André Fefeu (8)                       |
| Strasburgo      | Paul Frantz                                    | Ginès Gonzales Gilbert Gress Johnny Schuth (34)              | José Farías (16)                      |
| Tolone          | Hervé Mirouze                                  | Henri Borowski Jean Laffont (34)                             | Francis Blanc (9)                     |
| Tolosa          | Kader Firoud                                   | Pierre Dorsini, Carlos Monín Antoine Redin (33)              | Pierre Dorsini (15)                   |
| Valenciennes    | Robert Domergue                                | Wolfgang Matzky (33)                                         | Serge Masnaghetti (16)                |

## Classifica finale
|  | Pos. | Squadra         | Pt | G  | V  | N  | P  | GF | GS | DR  |
|  | ---- | --------------- | -- | -- | -- | -- | -- | -- | -- | --- |
|  | 1.   | Nantes          | 43 | 34 | 16 | 11 | 7  | 66 | 45 | +21 |
|  | 2.   | Bordeaux        | 41 | 34 | 16 | 9  | 9  | 43 | 32 | +11 |
|  | 3.   | Valenciennes    | 40 | 34 | 14 | 12 | 8  | 52 | 30 | +22 |
|  | 4.   | Rennes          | 38 | 34 | 15 | 8  | 11 | 67 | 48 | +19 |
|  | 5.   | Strasburgo      | 38 | 34 | 13 | 12 | 9  | 56 | 46 | +10 |
|  | 6.   | Olympique Lione | 36 | 34 | 13 | 10 | 11 | 46 | 50 | -4  |
|  | 7.   | Saint-Étienne   | 35 | 34 | 13 | 9  | 12 | 48 | 43 | +5  |
|  | 8.   | Lens            | 35 | 34 | 12 | 11 | 11 | 55 | 61 | -6  |
|  | 9.   | Lilla           | 34 | 34 | 10 | 14 | 10 | 57 | 48 | +9  |
|  | 10.  | Sochaux         | 34 | 34 | 13 | 8  | 13 | 49 | 45 | +4  |
|  | 11.  | Tolosa          | 33 | 34 | 12 | 9  | 13 | 50 | 52 | -2  |
|  | 12.  | Monaco          | 33 | 34 | 13 | 7  | 14 | 41 | 45 | -4  |
|  | 13.  | Angers          | 31 | 34 | 12 | 7  | 15 | 44 | 51 | -7  |
|  | 14.  | Sedan-Torcy     | 30 | 34 | 11 | 8  | 15 | 51 | 58 | -7  |
|  | 15.  | Stade Français  | 30 | 34 | 9  | 12 | 13 | 40 | 52 | -12 |
|  | 16.  | Rouen           | 30 | 34 | 12 | 6  | 16 | 31 | 48 | -17 |
|  | 17.  | Nîmes           | 29 | 34 | 13 | 3  | 18 | 42 | 58 | -16 |
|  | 18.  | Tolone          | 22 | 34 | 9  | 4  | 21 | 31 | 57 | -26 |

Legenda:
      Campione di Francia e ammessa alla Coppa dei Campioni 1965-1966.
      Ammesse alla Coppa delle Coppe 1965-1966.
      Ammesse alla Coppa delle Fiere 1965-1966
  Partecipa allo spareggio promozione-retrocessione.
      Retrocesse in Division 2 1965-1966.
Note:
Due punti a vittoria, uno a pareggio, zero a sconfitta.
In caso di arrivo di due o più squadre a pari punti, la graduatoria verrà stilata secondo la classifica avulsa tra le squadre interessate che prevede, in ordine, i seguenti criteri:
- Differenza reti generale.

### Squadra campione
| Formazione tipo | Giocatori (presenze)      |
| --- | ------------------------- |
| Eon Budzynski Le Chenadec De Michele Siatka Muller Suaudeau Blanchet Boukhalfa Santos Simon                                                                        | Daniel Eon (33)           |
| Eon Budzynski Le Chenadec De Michele Siatka Muller Suaudeau Blanchet Boukhalfa Santos Simon                                                                        | Robert Siatka (22)        |
| Eon Budzynski Le Chenadec De Michele Siatka Muller Suaudeau Blanchet Boukhalfa Santos Simon                                                                        | Gabriel De Michèle (27)   |
| Eon Budzynski Le Chenadec De Michele Siatka Muller Suaudeau Blanchet Boukhalfa Santos Simon                                                                        | Ramón Muller (29)         |
| Eon Budzynski Le Chenadec De Michele Siatka Muller Suaudeau Blanchet Boukhalfa Santos Simon                                                                        | Robert Budzynski (33)     |
| Eon Budzynski Le Chenadec De Michele Siatka Muller Suaudeau Blanchet Boukhalfa Santos Simon                                                                        | Gilbert Le Chenadec (33)  |
| Eon Budzynski Le Chenadec De Michele Siatka Muller Suaudeau Blanchet Boukhalfa Santos Simon                                                                        | Bernard Blanchet (32)     |
| Eon Budzynski Le Chenadec De Michele Siatka Muller Suaudeau Blanchet Boukhalfa Santos Simon                                                                        | Jean-Claude Suaudeau (29) |
| Eon Budzynski Le Chenadec De Michele Siatka Muller Suaudeau Blanchet Boukhalfa Santos Simon                                                                        | Rafael Santos (27)        |
| Eon Budzynski Le Chenadec De Michele Siatka Muller Suaudeau Blanchet Boukhalfa Santos Simon                                                                        | Sadek Boukhalfa (26)      |
| Eon Budzynski Le Chenadec De Michele Siatka Muller Suaudeau Blanchet Boukhalfa Santos Simon                                                                        | Jacky Simon (32)          |
| Altri giocatori: Philippe Gondet (16), Georges Bout (15), Jean Guillot (5), Joël Prou (4), Yves Jort (4), Lionel Lamy (4), Georges Grabowski (3), André Castel (1) |                           |

## Spareggi

### Spareggio promozione-retrocessione
Le squadre classificatesi al 16º e al 17º posto incontrano la 4ª e la 5ª classificata di Division 2, affrontandosi in un girone all'italiana. Le prime due classificate ottengono la salvezza se iscritte in Division 1 o avanzano di categoria se partecipanti alla seconda divisione. Le ultime due sono retrocesse se militano in Division 1 o non sono promosse se iscritte in seconda serie.
|  | Pos. | Squadra  | Pt | G | V | N | P | GF | GS | DR |
|  | ---- | -------- | -- | - | - | - | - | -- | -- | -- |
|  | 1.   | Rouen    | 5  | 4 | 2 | 1 | 1 | 12 | 4  | +8 |
|  | 2.   | Nîmes    | 4  | 4 | 2 | 0 | 2 | 5  | 4  | +1 |
|  | 3.   | Boulogne | 4  | 4 | 2 | 0 | 2 | 4  | 10 | -6 |
|  | 4.   | Limoges  | 3  | 4 | 1 | 1 | 2 | 4  | 7  | -3 |

Legenda:
      Rimane in Division 1 1965-1966.
      Rimane in Division 2 1965-1966.
Note:
Due punti a vittoria, uno a pareggio, zero a sconfitta.

#### Risultati
|          | Risultati |          | Luogo e data   |
| -------- | --------- | -------- | -------------- |
| Limoges  | 2-2       | Rouen    | 6 giugno 1965  |
| Boulogne | 1-0       | Nîmes    | 6 giugno 1965  |
|          |           |          |                |
| Nîmes    | 1-2       | Limoges  | 9 giugno 1965  |
| Rouen    | 6-0       | Boulogne | 9 giugno 1965  |
|          |           |          |                |
| Limoges  | 0-1       | Nîmes    | 12 giugno 1965 |
| Boulogne | 2-1       | Rouen    | 12 giugno 1965 |
|          |           |          |                |
| Nîmes    | 3-1       | Boulogne | 18 giugno 1965 |
| Rouen    | 3-0       | Limoges  | 18 giugno 1965 |
|          |           |          |                |

## Statistiche

### Capoliste solitarie
|    | —— | ——      | —— | ——      | —— | —— | ——       | ——     | ——  | ——  | ——  | ——           | ——           | ——  | ——  | ——  | ——           | ——       | ——       | ——       | ——  | ——       | ——       | ——         | ——       | ——  | ——  | ——  | ——     | ——  | ——  | ——     | ——     | —— |  |
|    |    | Sochaux |    | Sochaux |    |    | O. Lione | Nantes |     |     |     | Valenciennes | Valenciennes |     |     |     | Valenciennes | Bordeaux | Bordeaux | Bordeaux |     | Bordeaux | Bordeaux | Strasburgo | Bordeaux |     |     |     | Nantes |     |     | Nantes | Nantes |    |  |
|    |    |         |    |         |    |    |          |        |     |     |     |              |              |     |     |     |              |          |          |          |     |          |          |            |          |     |     |     |        |     |     |        |        |    |  |
|    |    |         |    |         |    |    |          |        |     |     |     |              |              |     |     |     |              |          |          |          |     |          |          |            |          |     |     |     |        |     |     |        |        |    |  |
| 1ª | 2ª | 3ª      | 4ª | 5ª      | 6ª | 7ª | 8ª       | 9ª     | 10ª | 11ª | 12ª | 13ª          | 14ª          | 15ª | 16ª | 17ª | 18ª          | 19ª      | 20ª      | 21ª      | 22ª | 23ª      | 24ª      | 25ª        | 26ª      | 27ª | 28ª | 29ª | 30ª    | 31ª | 32ª | 33ª    | 34ª    |    |  |

### Individuali

#### Classifica marcatori
| Gol | Rigori |  | Giocatore           | Squadra         |
| --- | ------ |  | ------------------- | --------------- |
| 24  | 2      |  | Jacky Simon         | Nantes          |
| 20  | 1      |  | Daniel Rodighiero   | Rennes          |
| 17  | 1      |  | André Guy           | Saint-Étienne   |
| 17  |        |  | André Perrin        | Sedan-Torcy     |
| 16  |        |  | José Farías         | Strasburgo      |
| 16  |        |  | Serge Masnaghetti   | Valenciennes    |
| 16  |        |  | Ahmed Oudjani       | Lens            |
| 15  |        |  | Pierre Dorsini      | Tolosa          |
| 15  |        |  | Jean-Michel Lachot  | Lilla           |
| 15  |        |  | Paul Sauvage        | Valenciennes    |
| 14  |        |  | Giovanni Pellegrini | Rennes          |
| 13  |        |  | Fleury Di Nallo     | Olympique Lione |
| 13  |        |  | Francis Magny       | Lilla           |

### Arbitri
Di seguito è indicata, in ordine alfabetico, la lista dei 31 arbitri che presero parte alla Division 1 1964-1965. Tra parentesi è riportato il numero di incontri diretti.
- Joseph Barbéran (14)
- Roger Barde (10)
- Claude Blum (3)
- Marcel Bois (25)
- Maurice Bondon (16)
- Achille Carette (10)
- Guy Carite (2)
- André Debroas (11)
- Louis Dhumerelle (8)
- François Eurdekian (11)
- Gaston Eyroulet (3)
- Henri Faucheux (19)
- Guy Gabaye (7)
- Robert Héliès (8)
- Michel Kitabdjian (13)
- Robert Lacoste (12)

- Jacques Lamour (11)
- Roger Machin (12)
- Jean Maillard (14)
- Emile Mallereau (9)
- Jean Malleville (6)
- André Petit (12)
- Raymond Poncin (9)
- Louis Raynard (7)
- Vincent Rios (4)
- Jean Tricot (10)
- Georges Uhlen (1)
- Pierre Schwinte (17)
- Robert Steiner (11)
- Wattiez (1)
- Jean Zuszek (6)

## Percorso dei club nelle coppe europee
| Club            | Competizione       | Risultato        | Ultimo avversario            |
| --------------- | ------------------ | ---------------- | ---------------------------- |
| Saint-Étienne   | Coppa dei Campioni | Primo turno      | La Chaux-de-Fonds(2-2; 1-2)  |
| Olympique Lione | Coppa delle Coppe  | Primo turno      | Porto (0-3; 0-1)             |
| Strasburgo      | Coppa delle Fiere  | Quarti di finale | Manchester United (0-5; 0-0) |
| Stade Français  | Coppa delle Fiere  | Secondo turno    | Juventus (0-0; 0-1)          |
| Bordeaux        | Coppa delle Fiere  | Primo turno      | Borussia Dortmund (1-4; 2-0) |